# 夏洛滕堡
夏洛滕堡（德語：Charlottenburg，德語：[ʃaʁˈlɔtn̩bʊʁk] ⓘ）是德国柏林夏洛滕堡-维尔默斯多夫的一个下属区。
夏洛滕堡曾是一个独立城市，后被并入大柏林市并成了其下的一个区。在柏林市2001年行政改革中，它与维尔默斯多夫区合并成了一个新区，名称为夏洛滕堡-维尔默斯多夫区。后于2004年，新区下的各分区重新规划，把以前的夏洛滕堡分成了西区、夏洛滕堡北区和夏洛滕堡。下文所述的是前夏洛滕堡区。
2005年，夏洛滕堡庆祝了它的建立300周年。

## 地理位置
夏洛滕堡位于哈弗爾河东岸和施普雷河南岸，其中夏洛滕堡北区位于施普雷河北岸。夏洛滕堡的东半部是柏林华沙冰谷的一部分，其余部分则位于泰尔托高地。

## 觀光

### 行政区划
如上所述，前夏特洛堡区已被正式分为三个分区：夏洛滕堡、夏洛滕堡北区和西区。值得一提的是，夏洛滕堡也是著名的旅游休闲区。

### 夏洛滕堡宫

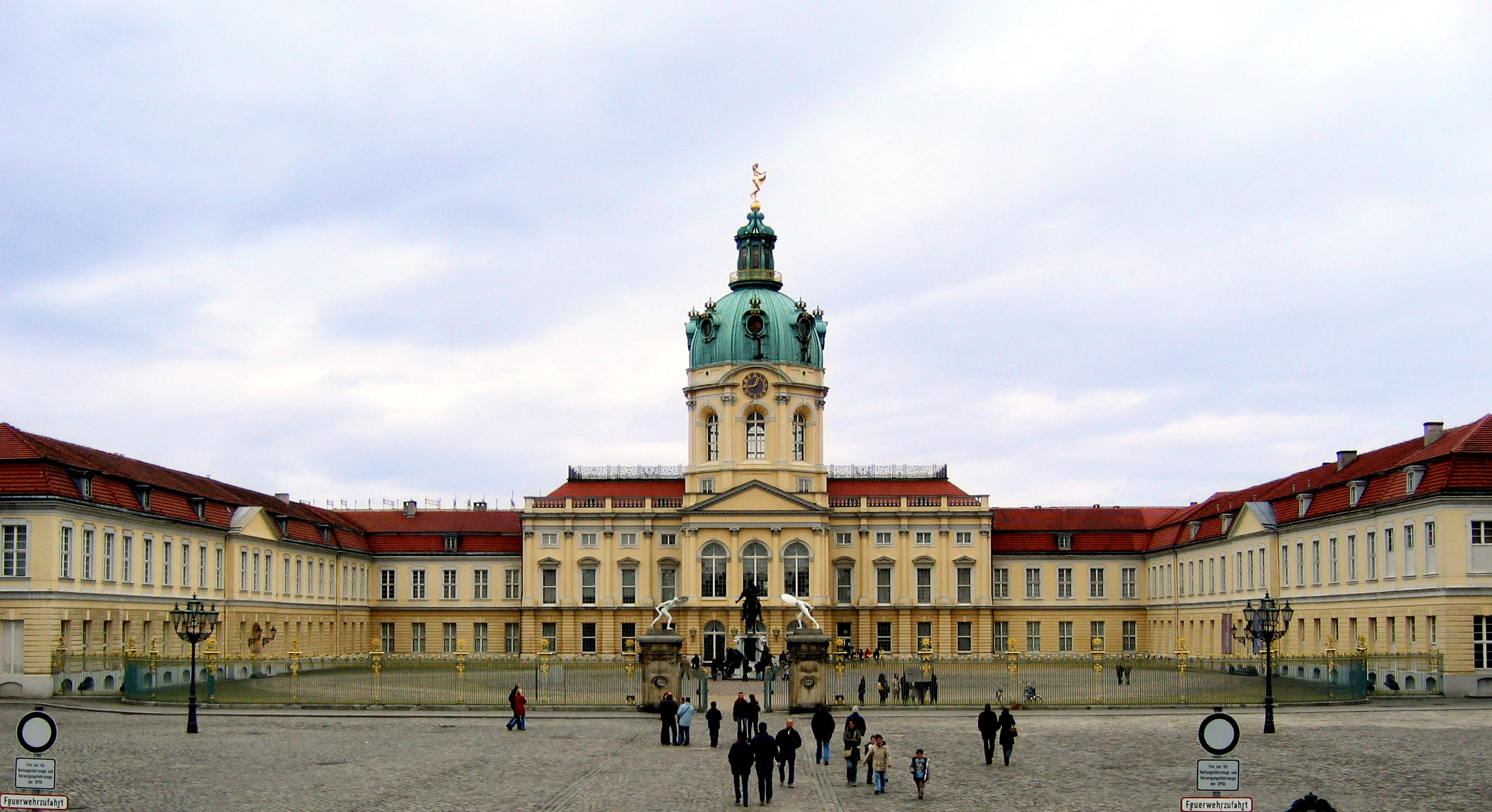
夏洛滕堡宫

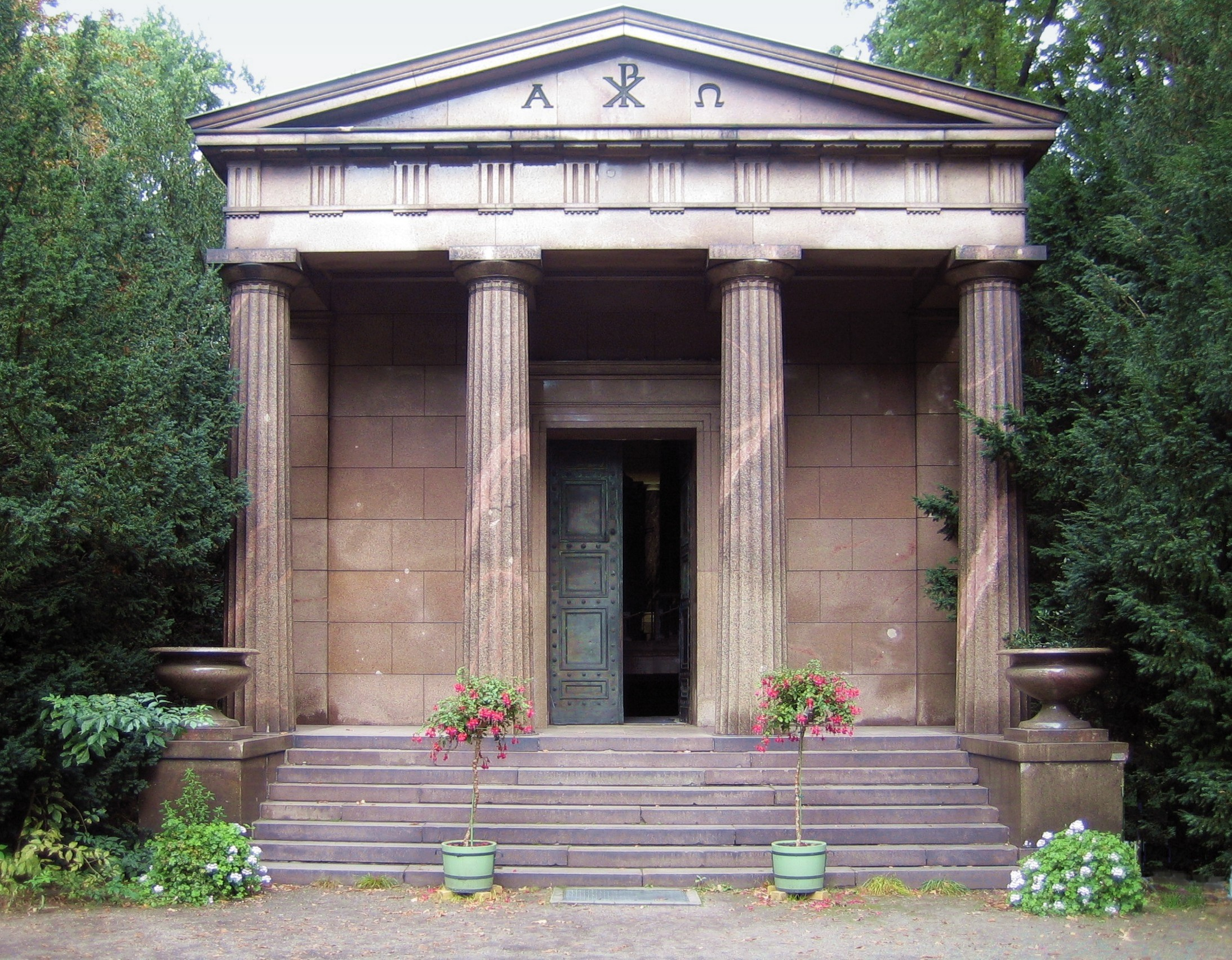
皇家陵寢

详情请见夏洛滕堡宫。